# 藤本一輝
藤本 一輝（ふじもと かずき、1998年7月29日 - ）は、福岡県福岡市南区出身のプロサッカー選手。Jリーグ・アビスパ福岡所属。ポジションはフォワード。

## 来歴

### プロ入り前
福岡市の少年サッカークラブ・油山カメリアFCでキャリアをスタート。中学進学時にはアビスパ福岡U-15のセレクションを受けるが不合格となり、代わりに隣県のサガン鳥栖U-15に入団した。2年次まではレギュラーを掴めなかったが、3年の進級時に同期の石川啓人が飛び級でU-18チームに昇格した為、代わりに10番を背負い藤川虎太朗と共に不動のレギュラーとしてチームを支えた。鳥栖U-18への昇格の話も持ち掛けられたが、カメリアFC時代の恩師の出身校である静岡学園高校への進学を志望しこれを固辞。しかし、静岡学園からの推薦は勝ち取れず、代わりにオファーを受けた藤枝明誠高校に進学した。
藤枝明誠（同期に遠野大弥）では個の打開力は評価されたものの、周りとのコンビネーションが合わなかった影響で高校2年次まではBチーム以下でプレーすることが多かった。3年進級後の4月、アピールが実りプリンスリーグ東海開幕戦でトップチーム初の先発出場を果たすと、かつて進学を志望した静岡学園相手に2得点を決める活躍を見せ勝利に貢献。その後もセンターフォワードとして得点を量産し、さらには同校の7年振り2度目の全国高等学校サッカー選手権大会出場にも貢献した。
高校卒業後は鹿屋体育大学に進学。1年次より出場機会を得ると2年次の2018年には前期リーグ戦で得点王となる活躍を見せるが、同年の総理大臣杯で右膝の半月板を損傷。大会後に離脱し、リハビリ期間含め復帰まで8ヶ月を要した。3年次の2019年は離脱中にチームのフォーメーションが変わった影響で、ポジションをトップからシャドーに移したが、ゴールを量産し得点ランク2位の21得点を記録した。同年に出場した天皇杯では、2回戦の名古屋グランパス戦ではゴールを奪い勝利に貢献。3回戦の大分トリニータ戦では試合には敗れたが、ドリブルで大分の守備陣を苦しめるなどJ1クラブ相手にインパクトを残した。
古巣であるサガン鳥栖を含め、数クラブから獲得オファーが届いた中、大分トリニータ監督・片野坂知宏の掲げるサッカーに魅力を感じ同クラブへの加入を決断。2020年6月12日、大分への来季加入内定及び特別指定選手承認が発表された。同年7月18日、J1第5節・ガンバ大阪戦で途中出場によりJリーグデビューを果たした。

### 大分トリニータ
2021年、大分トリニータに正式加入。3月2日、ルヴァンカップグループステージ第1節・ヴィッセル神戸戦でプロ入り後初先発を果たすと、前半20分にプロ初得点を記録した。
2022年4月30日、J2第13節・ジェフユナイテッド千葉戦でリーグ戦初得点を記録した。

### FC町田ゼルビア
2024年、FC町田ゼルビアへ完全移籍。

### アビスパ福岡
2024年12月、アビスパ福岡へ完全移籍。

## 所属クラブ
- 油山カメリアFC
- 2011年 - 2013年 サガン鳥栖U-15
- 2014年 - 2016年 藤枝明誠高等学校
- 2017年 - 2020年 鹿屋体育大学（スポーツ総合課程[13]）
  - 2020年 大分トリニータ（特別指定選手）
- 2021年 - 2023年 大分トリニータ
- 2024年 FC町田ゼルビア
- 2025年 - アビスパ福岡

## 個人成績
| 国内大会個人成績 | 国内大会個人成績 | 国内大会個人成績 | 国内大会個人成績 | 国内大会個人成績 | 国内大会個人成績 | 国内大会個人成績 | 国内大会個人成績 | 国内大会個人成績 | 国内大会個人成績 | 国内大会個人成績 | 国内大会個人成績 |
| 年度             | クラブ           | 背番号           | リーグ           | リーグ戦         | リーグ戦         | リーグ杯         | リーグ杯         | オープン杯       | オープン杯       | 期間通算         | 期間通算         |
| 年度             | クラブ           | 背番号           | リーグ           | 出場             | 得点             | 出場             | 得点             | 出場             | 得点             | 出場             | 得点             |
| 日本             | 日本             | 日本             | 日本             | リーグ戦         | リーグ戦         | リーグ杯         | リーグ杯         | 天皇杯           | 天皇杯           | 期間通算         | 期間通算         |
| ---------------- | ---------------- | ---------------- | ---------------- | ---------------- | ---------------- | ---------------- | ---------------- | ---------------- | ---------------- | ---------------- | ---------------- |
| 2019             | 鹿屋体大         | 10               | -                | -                | -                | -                | -                | 3                | 1                | 3                | 1                |
| 2020             | 鹿屋体大         | 10               | -                | -                | -                | -                | -                | 3                | 0                | 3                | 0                |
| 2020             | 大分             | 33               | J1               | 5                | 0                | 1                | 0                | -                | -                | 6                | 0                |
| 2021             | 大分             | 18               | J1               | 10               | 0                | 5                | 1                | 4                | 1                | 19               | 2                |
| 2022             | 大分             | 18               | J2               | 23               | 4                | 4                | 0                | 1                | 0                | 28               | 4                |
| 2023             | 大分             | 18               | J2               | 39               | 6                | -                | -                | 1                | 0                | 40               | 6                |
| 2024             | 町田             | 22               | J1               | 36               | 3                | 5                | 0                | 1                | 0                | 42               | 3                |
| 2025             | 福岡             | 22               | J1               |                  |                  |                  |                  |                  |                  |                  |                  |
| 通算             | 日本             | 日本             | J1               | 51               | 3                | 11               | 1                | 5                | 1                | 67               | 5                |
| 通算             | 日本             | 日本             | J2               | 62               | 10               | 4                | 0                | 2                | 0                | 68               | 10               |
| 通算             | 日本             | 日本             | 他               | -                | -                | -                | -                | 6                | 1                | 6                | 1                |
| 総通算           | 総通算           | 総通算           | 総通算           | 113              | 13               | 15               | 1                | 13               | 2                | 141              | 16               |

※2020年は特別指定選手として出場
その他公式戦
- 2022年
  - J1参入プレーオフ - 1試合0得点

出場歴
- Jリーグ初出場 - 2020年7月18日 J1第5節 ガンバ大阪戦（パナソニックスタジアム吹田）
- Jリーグ初得点 - 2022年4月30日 J2第13節 ジェフユナイテッド千葉戦（フクダ電子アリーナ）

## タイトル

### クラブ
鹿屋体育大学
- 鹿児島県サッカー選手権大会（天皇杯鹿児島県予選）：1回（2019年）

## 代表・選抜歴

### 選抜歴
- 九州選抜
  - デンソーチャレンジカップ（2020年[注釈 1]）